# Attitude Era
L'Attitude Era (o Era Attitude) fu un periodo storico della World Wrestling Federation nel quale il suo programma di punta superò, in termini di ascolti, quello della rivale World Championship Wrestling.
L'Attitude Era ebbe inizio il 9 novembre 1997, il giorno dello Screwjob di Montréal di Survivor Series, e terminò il 6 maggio 2002, quando la World Wrestling Federation fu costretta a cambiare il proprio nome in World Wrestling Entertainment in seguito ad una battaglia legale con il World Wildlife Fund.

## Panoramica
Il termine Attitude Era venne introdotto a Survivor Series del 1997, sede del celebre Screwjob di Montréal; la World Wrestling Federation dichiarò che questo evento segnò l'inizio di questo periodo storico.
La federazione cessò di promuovere il termine Attitude Era il 6 maggio 2002: quel giorno, infatti, il World Wildlife Fund vinse una battaglia legale con la World Wrestling Federation per i diritti dell'acronimo WWF; fu così che la federazione di Stamford dovette cambiare il proprio nome in World Wrestling Entertainment.

## Storia

### Gli inizi
Durante la Monday Night War, una battaglia di ascolti tra lo show della WWF, Monday Night Raw e lo show della WCW Monday Nitro, la WWF volle trasformare il suo prodotto per famiglie in un prodotto per adulti. Questa era è stata guidata da Vince McMahon e dall'head-writer Vince Russo. Lo stile di Russo è spesso definito come una crash TV, ovvero match corti e vignette nel backstage.

#### La faida tra Bret Hart e Shawn Michaels
Una faida importante nel periodo 1996-1997 vedeva contrapposti Bret Hart e Shawn Michaels, che avevano delle divergenze anche fuori dal ring. Nel 1997 Michaels fu sorpreso mentre faceva gesti sessuali durante un colloquio. Mr.McMahon lo multò di $10,000 per l'incidente, e Shawn si difese dicendo che la WWF doveva puntare di più sull'umorismo degli adulti.
Hart invece voleva un prodotto orientato maggiormente alle famiglie, e questo portò alle discussioni fra i due wrestler. Poi Shawn Michaels fece squadra con Triple H, Chyna e Rick Rude per formare la D-Generation X (ufficialmente nominata il 13 ottobre 1997), caratterizzata da due importanti simboli dell'Attitude Era, ovvero il crotch chop e lo slogan "Suck It!". La loro rivalità culminò allo Screwjob di Montréal, un altro punto di riferimento dell'Attitude Era e che portò alla creazione di una nuova storyline, ovvero quella in cui Mr.McMahon rende la vita un inferno ai wrestler disobbedienti.

#### La faida tra Shawn Michaels e The Undertaker
Anche se la rivalità tra Shawn Michaels e The Undertaker fu breve, fu comunque funzionale alla nascita di una nuova faida. Un match importante dell'Attitude Era fu il match per il WWF Championship tra Hart e l'allora campione The Undertaker con Michaels come arbitro speciale a SummerSlam 1997. Un contratto costringeva Hart a non combattere più negli Stati Uniti in caso di sconfitta. Durante il match Hart mise KO Michaels e si portò in vantaggio attaccando The Undertaker con una sedia d'acciaio. Mentre Hart tentò di schienare il Deadman, Michaels smise di contare quando vide la sedia. Hart e Michaels ebbero poi una discussione nel ring, durante la quale Hart urlò a Michaels "Fottiti!" e gli sputò in faccia. Allora Shawn Michaels, furioso, cercò di colpire Bret Hart con la sedia, ma questi la scansò, e Michaels colpì accidentalmente The Undertaker. Michaels contò quindi lo schienamento, e Hart vinse il titolo. Preoccupato della reazione di Undertaker, Michaels formò con Triple H e Chyna la D-Generation X e usarono Rick Rude come "polizza di assicurazione". Mentre Undertaker disse che Michaels avrebbe dovuto "pagare per i suoi crimini", egli ripeté le sue azioni a SummerSlam durante un tag team match tra la DX e The Undertaker e Mankind, venendo squalificati dopo che Michaels colpì Taker con una sedia. Questo portò al primo Hell in a Cell match a Badd Blood: In Your House. Il Deadman era vicino alla vittoria, quando apparve il giovane fratellastro di The Undertaker, ovvero Kane, che entrò nella cella distruggendo la porta d'ingresso ed eseguì una Tombstone Piledriver su Undertaker, permettendo a Shawn Michaels di portare a casa la vittoria. Questo avvenimento fu l'inizio della "saga" dei The Brothers of Destruction. Shawn Michaels e The Undertaker si scontrarono di nuovo in un casket match alla Royal Rumble 1998. Durante i primi minuti del match, The Undertaker lanciò Michaels oltre la terza corda e sul bordo della bara, infortunandolo alla schiena e costringendolo a star fuori dal ring per i successivi quattro anni. Kane interferì nel match. Inizialmente si pensava che fosse lì per aiutare il fratellastro, ma invece attaccò Taker con una chokeslam nella bara e poi la chiuse, quindi insieme a Paul Bearer diede fuoco ad essa.

### Stone Cold Steve Austin

#### Nascita di Austin 3:16

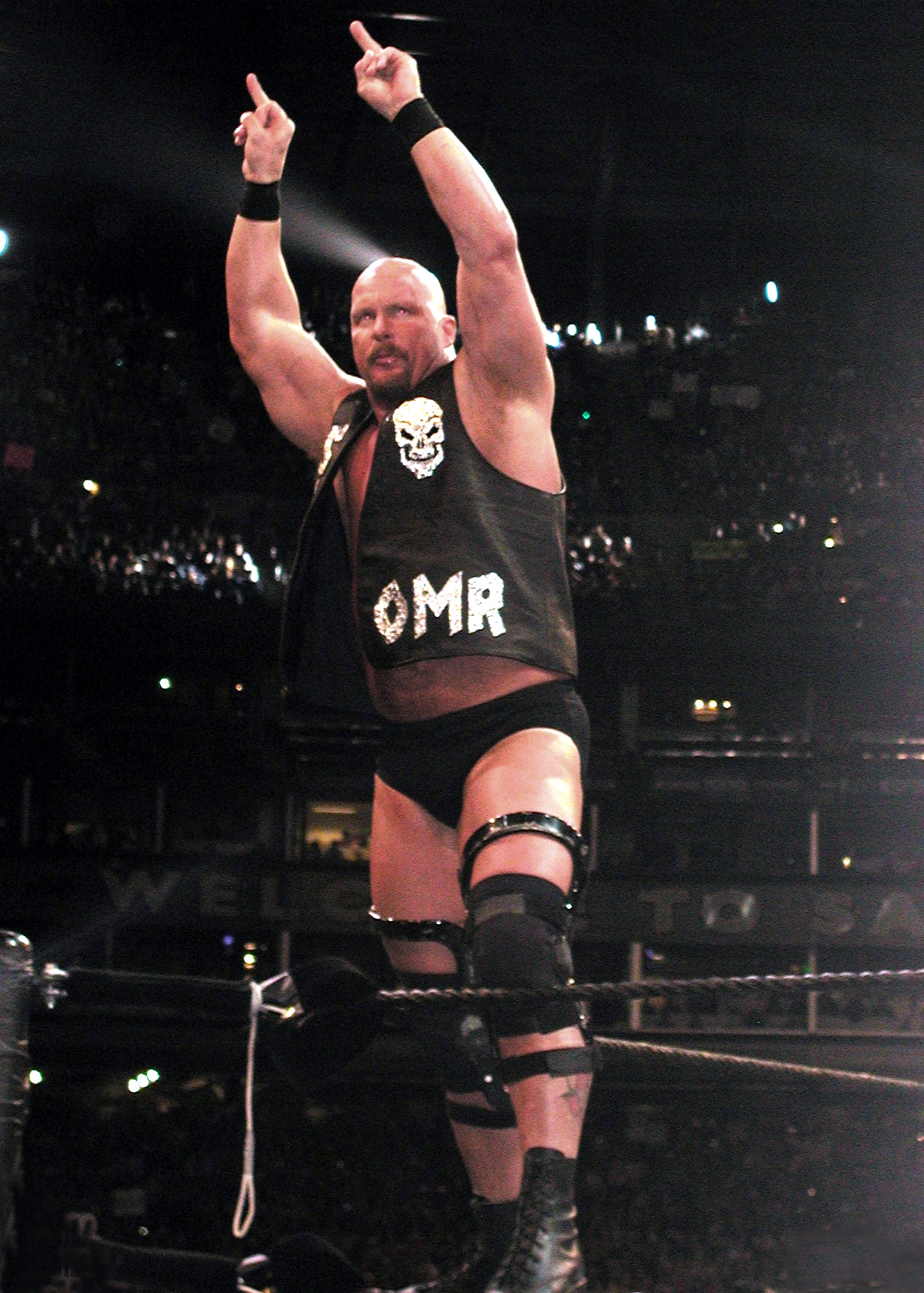
Steve Austin è stato uno dei personaggi principali della Attitude Era

Steve Austin che in passato lottò nella ECW e nella WCW apparì la prima volta nella WWF sotto il nome di Ringmaster e il suo manager era Ted DiBiase. Per un mese Austin tenne il Million Dollar Championship mentre DiBiase fu il suo portavoce. Fu durante questo periodo che Austin si rasò i capelli e si fece il pizzetto per sviluppare il suo aspetto ormai iconico. Quando DiBiase lasciò la WWF a seguito di una clausola che prevedette un "Caribbean Strap match" tra Austin e Savio Vega, Austin rivelò che perse volutamente il match per liberarsi delle distrazioni causate da DiBiase. A King of the Ring (1996), Steve Austin cominciò a usare il marchio Austin 3:16, il logo più importante durante l'Attitude Era. In seguito vinse il torneo battendo per ultimo Jake "The Snake" Roberts. Austin derise Jake recitando una parte del passaggio biblico di Giovanni 3:16: "You sit there and you thump your Bible, and you say your prayers, and it didn't get you anywhere! Talk about your Psalms, talk about John 3:16... Austin 3:16 says I just whipped your ass!"
La popolarità di Austin iniziò a crescere come un antieroe, alla fine iniziò una lunga faida con Bret Hart alla fine del 1996 fino alla metà del 1997, culminata in un Submission Match a WrestleMania 13 con Austin che divenne face e Hart che diventò heel. Alla fine vinse Hart. La popolarità di Austin cominciò a fiorire in modo significativo e alla fine del 1997 Austin aveva la folla estremamente dalla sua parte. Nel 1997 Owen Hart diede un ordine restrittivo ad Austin per impedirgli di avvicinarsi a lui. Austin attaccò ancora Owen Hart sul ring costringendo Vince McMahon a entrare nel ring per cercare di calmarlo e di farlo ragionare; Austin colpì Vince con la Stone Cold Stunner, questo portò all'arresto di Steve. Questo gettò le basi della faida tra Austin e McMahon, la trama centrale dell'Attitude Era.

#### La rivalità tra Austin e Mr. McMahon
Nella puntata di Raw dopo la vittoria del WWF Championship da parte di Steve Austin, Vince McMahon gli consegnò il WWF Championship e lo informò che non approvava la sua natura ribelle e che, se non fosse stato conforme alla società e a diventare l'immagine di ciò che un WWF Champion dovrebbe essere, Austin si sarebbe trovato ad affrontare gravi conseguenze, ed Austin gli rispose con una Stone Cold Stunner. Ciò portò a un segmento la settimana successiva, dove Austin aveva promesso qualche giorno prima in un incontro per accettare i termini di McMahon, apparendo in giacca e cravatta, con un McMahon raggiante di scattare una foto con Austin, il suo nuovo campione aziendale. L'intera cosa era uno stratagemma di Austin, che disse che quella sarebbe stata l'ultima volta che Vince l'avrebbe visto con quei vestiti, e poi se li strappò. In seguito picchiò Mr. McMahon e poi scattò una foto con lui. La settimana successiva, il 13 aprile 1998, Austin e McMahon stavano per fare un match vero e proprio, che però termino in no contest quando Mick Foley (come Dude Love) interruppe il match. In quella notte Raw sconfisse Nitro per la prima volta dal 10 giugno 1996. La loro rivalità continuò per tutta la Attitude Era, portando l'aumento dei ricavi e l'attenzione alla società. Steve Austin diventò una famosa star della società e ricevette delle risposte positive dalla folla. La rivalità cominciò a diventare più intensa col passare del tempo, con McMahon cercava di sabotare Austin ogni volta che poteva per impedirgli di essere il WWF Champion.
Austin si vendicò spesso con McMahon, creando molti dei momenti più famosi dell'epoca, come l'attacco a McMahon con un vaso da notte mentre era in ospedale, la guida di un camion di cemento nell'arena per riempire la Corvette di McMahon con del cemento, alla guida di una Zamboni sul ring prima di attaccare McMahon che successivamente arrestò Austin ancora una volta, o alla guida di un camion di birra sul ring per bagnare Vince, Shane McMahon e The Rock con la birra. Austin lottò contro McMahon nel 1999 al St. Valentine's Day Massacre: In Your House in una gabbia d'acciaio, vincendo il match, dovuto al debutto di Big Show che accidentalmente lo scaraventò attraverso la parete della gabbia, guadagnando così una title shot a WrestleMania XV. Attraverso la rivalità Mr. McMahon formò due stable heel: The Corporation e The Corporate Ministry, utilizzando diversi wrestler per sconfiggere Austin tra cui The Rock, The Undertaker, Kane e Big Show.

### The Rock

#### La Nation of Domination
Dwayne Johnson, un wrestler di terza generazione, fece il suo debutto a Survivor Series 1996 come "Rocky Maivia". Pur essendo un babyface con un impressionante striscia vincente e un regno da WWF Intercontinental Champion, veniva fischiato e accompagnato da cori come "Rocky fa schifo!". Frustrato dai cori negativi dei fans, Maivia si unì alla Nation of Domination nel 1997 e si ribattezzò The Rock, poi vinse il titolo intercontinentale per 2 volte. Poi egli divenne il nuovo leader del gruppo. Fu durante il suo tempo come leader della stable che diventò più popolare con i tifosi per i suoi promo accattivanti. Dopo la distruzione della Nation of Domination, The Rock indicò se stesso come il "Campione del Popolo". Dal momento in cui qualcuno aveva un problema con la gente, avrebbe avuto un problema anche con The Rock. Dopo aver combattuto contro gli scagnozzi di McMahon per la possibilità di andare a Survivor Series, The Rock si iscrisse a un torneo e andò in finale contro il rappresentante di McMahon, Mankind. Durante il torneo, si verificò un fatto scioccante: The Rock non abbandonò mai la Corporation. Dopo di che si nominò "The Corporate Champion".

#### La Corporation: faida con Mankind
Come membro della Corporation, The Rock cambiò ancora comportamento: infatti cominciò a chiamare il pubblico "trailer park trash". Poi cominciò un lungo feud con Mankind, durante il quale fecero un match vinto da The Rock a causa di un cavillo, mantenendo il titolo. In seguito The Rock perse la cintura in una puntata di Raw is War contro Mankind, ma il regno durò poco, infatti a Royal Rumble 1999 The Rock si riprese la cintura in un I Quit match. Però Mankind non aveva realmente ceduto, e allora rubò molti soldi di The Rock e lo costrinse a fare una scelta: dargli la rivincita e riprendersi i soldi o evitare l'affronto e perdere i soldi. Il match si svolse nell'intervallo del Super Bowl. Alla fine Mankind portò a casa la vittoria e il titolo, inchiodando The Rock sotto un carrello elevatore. The Corporate Champion ebbe la rivincita a St. Valentine's Day Massacre in un Last Man Standing Match che avrebbe permesso a The Rock, in caso di vittoria, di avere un match titolato a WrestleMania XV. Il match finì con un pareggio quando entrambi i wrestler rimasero a terra per più di 10 secondi. Mankind diede un'altra possibilità a The Rock per avere una title shot a Wrestlemania. Il match concordato fu un Ladder match, vinto da The Rock grazie all'intervento di The Big Show che eseguì una chokeslam su Mankind dalla scala. A WrestleMania XV vinse il match e la cintura.

#### Il "People's Champion"
Dopo essere stato licenziato dalla Corporation, The Rock, diventato di nuovo il People's Champion, continuò una serie di piccoli feud durante l'ultima parte del 1999. È stato durante questo periodo che la popolarità di The Rock cominciò a fiorire ancora una volta, e si unì al suo ex rivale Mankind per creare un tag team, ovvero la Rock 'n' Sock Connection. La squadra arrivò a vincere il WWF Tag Team Championship, diventando uno dei tag team di maggior successo della Attitude Era. Poi la Rock 'n' Sock Connection si sciolse, e The Rock tornò in scena negli eventi principali della WWF, combattendo contro wrestler del calibro di Triple H e la fazione McMahon-Helmsley Faction. A WrestleMania X-Seven The Rock affrontò "Stone Cold" Steve Austin, in quello che molti considerano essere la fine della Attitude Era.

### I Brothers of Destruction
Una delle storyline più usate nell'Attitude Era fu quella dei Brothers of Destruction. La storyline iniziò a Summerslam 1996, quando The Undertaker fu coinvolto in una faida con il suo ex manager Paul Bearer. Durante il corso della loro rivalità, Paul minacciò il deadman di rivelare il suo "segreto", definendolo un "assassino" e accusandolo di aver ucciso i suoi genitori e il fratello. Nelle settimane successive a Raw, Bearer rivelò che suo fratello Kane era in realtà ancora vivo. Kane debuttò a Badd Blood: In Your House indossando una maschera e interferì nel Hell in a Cell match tra Undertaker e Shawn Michaels. In un primo momento, Taker rifiutò di combattere contro il fratello. A seguito di una serie di provocazioni da Paul Bearer e Kane, che gli costò il titolo WWF alla Royal Rumble, accettò di affrontare Kane a WrestleMania XIV. Undertaker vinse il match a WrestleMania e il primo Inferno Match ad Unforgiven. In seguito alla conclusione di questa storyline, la rivalità sembra cessare, con la formazione dei Brothers of Destruction.

#### Il Ministry of Darkness
Alla fine del 1998 The Undertaker diventò heel, avvicinandosi a Paul Bearer e tradendo Kane. The Undertaker cominciò ad impersonare un personaggio più satanico, sostenendo che una "peste del male" avrebbe colpito la WWF. Nel corso delle settimane successive, riaccese il suo feud con “Stone Cold “Steve Austin, il quale lo incolpò per essergli costato il titolo WWF. A Rock Bottom: In Your House, Austin sconfisse Undertaker in un Buried Alive match. Taker, dopo essere tornato, introdusse nella sua Ministry of Darkness The Acolytes, Mideon, Viscera e il Brood (Edge, Christian e Gangrel), poi disse che egli stava lavorando per conto di un “potere superiore”. Cominciò una faida con Mr. McMahon e con sua figlia Stephanie, con il Ministry of Darkness che brucia il simbolo del Deadman nel giardino dei McMahon. Poi Taker rapì Stephanie McMahon a Backlash: In Your House, e tentò di sposarla a Raw, ma intervenne Steve Austin per salvarla. Le settimane successive a Raw, Shane McMahon prese il controllo del Corporate Ministry con The Undertaker. Si scoprì poi che il "potere superiore" a cui si riferivano Shane e Undertaker era Vince McMahon. Lui e Shane avevano usato la loro famiglia per ingannare tutti e ottenere la loro vendetta su Steve Austin.

### La D-Generation X
Triple H prese il controllo della D-Generation X dopo che Shawn Michaels lasciò la federazione a causa di un infortunio alla schiena, e recluto i New Age Outlaws ("Road Dogg" Jesse James e "Bad Ass" Billy Gunn) e X-Pac nel suo nuovo "DX Army". La nuova formazione dell'esercito DX partecipò a numerosi segmenti provocando il caos e lasciando macerie ovunque andassero. Con la guerra in corso tra la WWF e WCW, l'esercito decise di avviare una "invasione" immediata a Nitro. L'esercito DX con una jeep dell'esercito andò a Norfolk, sfidando il produttore esecutivo della WCW Eric Bischoff di uscire o di farli entrare. Poco dopo, l'esercito DX si presentò al CNN Center (così come a diversi uffici della WCW) per chiamare il proprietario della WCW Ted Turner. Come Austin e The Rock, la D-Generation X furono molto apprezzati dai fan, con le loro buffonate maliziose e l'atteggiamento provocatorio. Triple H in seguito sposò la figlia di McMahon, Stephanie McMahon, e prese il controllo della WWF nel 2000. (Anche se inizialmente era solo una kayfabe, Triple H più tardi sposò Stephanie nella vita reale nel 2003 ed è attualmente il vice presidente esecutivo di talenti e eventi live in front office della WWE).

### Mick Foley
Mick Foley diventò una stella di quell'epoca, impersonando tre diversi personaggi: Mankind, Dude Love e Cactus Jack. Mentre Mankind era la sua maschera principale nella WWF e Cactus Jack era stato precedentemente usato nei suoi giorni nella WCW, in Giappone e nei circuiti indipendenti, Dude Love è stato ispirato da un personaggio creato da Foley quando praticava il "wrestling da cortile" con i suoi amici di scuola nella sua città natale a Long Island. La scena della caduta dalla gabbia in un Hell in a Cell match a King of the Ring 1998 contro The Undertaker fu una delle cose più importanti di quel periodo. Ebbe un feud con The Rock e con Triple H; queste faide hanno contribuito a stabilire The Rock e Triple H come top star.
Forse la più grande realizzazione di Foley durante l'Era Attitude fu il 4 gennaio 1999 a Raw is War, dove vinse il suo primo titolo WWF da The Rock con l'aiuto di "Stone Cold" Steve Austin. Questo match è anche conosciuto come il punto di svolta nella guerra del lunedì sera, portando la WWF in vantaggio fino alla fine della guerra e che portò alla caduta della WCW. Quella notte, la WCW tentò di sabotare gli share di Raw, annunciando il risultato del match di Raw su Nitro, ma il loro piano fallì quando la Nielsen Media Research indicò che oltre 600.000 famiglie cambiarono canale per guardare il match.